# Mylothris kiwuensis
Mylothris kiwuensis är en fjärilsart som beskrevs av Karl Grünberg 1910. Mylothris kiwuensis ingår i släktet Mylothris och familjen vitfjärilar. Inga underarter finns listade i Catalogue of Life.